# Rabobank (wielerploeg)/1996
Deze pagina geeft een overzicht van de wielerploeg Rabobank in 1996.
- Ploegleiders: Theo de Rooij, Adri van Houwelingen, Joop Zoetemelk
- Fietsenmerk: Colnago

## Wielrenners
| Naam                | Geboortedatum | Nationaliteit | Ploeg 1995                |
| ------------------- | ------------- | ------------- | ------------------------- |
| Michael Blaudzun    | 30-04-1973    | Denemarken    | Novell                    |
| Michael Boogerd     | 28-05-1972    | Nederland     | Novell                    |
| Jan Boven           | 28-02-1972    | Nederland     | Beloften                  |
| Erik Breukink       | 01-04-1964    | Nederland     | ONCE                      |
| Johan Bruyneel      | 23-08-1964    | België        | ONCE                      |
| Erik Dekker         | 21-08-1970    | Nederland     | Novell                    |
| Vjatsjeslav Jekimov | 04-02-1966    | Rusland       | Novell                    |
| Richard Groenendaal | 13-07-1971    | Nederland     | American Eagle            |
| Bert Hiemstra       | 09-08-1973    | Nederland     | Beloften                  |
| Marcel Luppes       | 11-09-1971    | Nederland     | TVM                       |
| Robbie McEwen       | 24-06-1972    | Australië     | Beloften                  |
| Koos Moerenhout     | 05-09-1973    | Nederland     | Beloften                  |
| Danny Nelissen      | 10-09-1970    | Nederland     | TVM                       |
| Arvis Piziks        | 12-09-1969    | Letland       | Novell                    |
| Rolf Sørensen       | 20-04-1965    | Denemarken    | MG Maglificio - Technogym |
| Léon van Bon        | 28-01-1972    | Nederland     | Novell                    |
| Adrie van der Poel  | 17-06-1959    | Nederland     | Collstrop - Lystex        |
| Edwig Van Hooydonck | 04-08-1966    | België        | Novell                    |
| Aart Vierhouten     | 19-03-1970    | Nederland     | Beloften                  |
| Henk Vogels jr.     | 31-07-1973    | Australië     | Novell                    |

Blaudzun ·
van Bon ·
Boogerd ·
Boven ·
Breukink ·
Bruyneel ·
Dekker ·
Groenendaal ·
Jekimov ·
Luppes ·
McEwen ·
Moerenhout · 
Nelissen ·
Piziks ·
van der Poel ·
Sørensen ·
Van Hooydonck (tot 30/04) ·
Vierhouten ·
Vogels ·

Hiemstra (stagiair) ·
Reinerink (stagiair) 
Mannen: 1984 · 1985 · 1986 · 1987 · 1988 · 1989 · 1990 · 1991 · 1992 · 1993 · 1994 · 1995 · 1996 · 1997 · 1998 · 1999 · 2000 · 2001 · 2002 · 2003 · 2004 · 2005 · 2006 · 2007 · 2008 · 2009 · 2010 · 2011 · 2012 · 2013 · 2014 · 2015 · 2016 · 2017 · 2018 · 2019 · 2020 · 2021 · 2022 · 2023 · 2024 · 2025
Lijst van alle renners
Vrouwen: 2021 · 2022 · 2023 · 2024 · 2025